# Oskar Hickfang

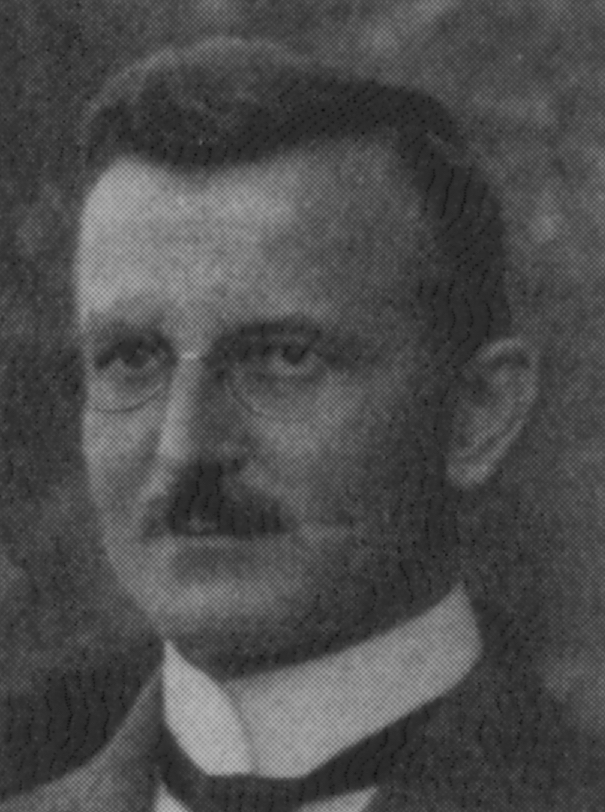
Oskar Hickfang

Oskar Wilhelm Hickfang (* 23. Februar 1885 in Hamburg; † 19. Juli 1926 in Wunstorf) war ein deutscher Bauingenieur, Hochschullehrer und Industriemanager.

## Leben
Oskar Hickfang bestand nach Studium und Vorbereitungsdienst das Staatsexamen im Eisenbahnbaufach und wurde zum Regierungsbaumeister (Assessor in der öffentlichen Bauverwaltung) ernannt. Von 1908 bis 1912 arbeitete er als wissenschaftlicher Assistent für Bauingenieurwesen an der Technischen Hochschule Hannover. 1912 wurde er auf eigenen Wunsch aus dem preußischen Staatsdienst entlassen. Von 1912 bis 1913 war er als Statiker bei dem Stahlbau-Unternehmen Louis Eilers in Hannover tätig, danach als freiberuflich als beratender Ingenieur. Von 1914 bis 1919 leistete er Kriegsdienst, lehrte aber von Sommersemester 1916 bis Sommersemester 1918 auch als Vertreter auf dem Lehrstuhl für Statik und Eisenbau an der Technischen Hochschule Hannover. Mit dem 1. Januar 1919 wurde er zum planmäßigen außerordentlichen Professor mit den Lehrgebieten Grundzüge der Ingenieurwissenschaften für Maschineningenieure und für Architekten und Abriss des Eisenbaus ernannt. Am 31. Juli 1922 schied Hickfang aus dem Lehrkörper der Hochschule aus und wurde Vorstandsmitglied der Basalt AG in Linz am Rhein. Ab 1925 war er stellvertretender Direktor der 1920 gegründeten Hannoversche Schrauben- und Mutternfabrik AG in Wunstorf, die bereits im Jahr nach seinem Tod auf Beschluss der Generalversammlung liquidiert wurde.